# Dota Underlords
Dota Underlords är ett strategidatorspel i genren auto battler med fantasytema. Spelet har utvecklats av Valve sedan juni 2019 efter en populär mod skapades av Drodo Studio. Spelet släpptes på Steam den 25 februari 2020.

## Gameplay
Dota Underlords är ett automatiserat strategidatorspel, på engelska auto battler. Spelet delar drag från schack och går ut på att spelare kontrollerar olika karaktärer som kallas för hjältar på en 8x8 spelbräda. Under matchens spelgång tjänar spelarna guld och erfarenhetspoäng vilket spelaren använder för att uppgradera sina hjältar. Spelaren kan använda objekt som ger ökad effekt på hjältarna i form av extra skada. Den sista spelaren som överlevt sina strider och står ensam kvar på spelbrädan vinner matchen.

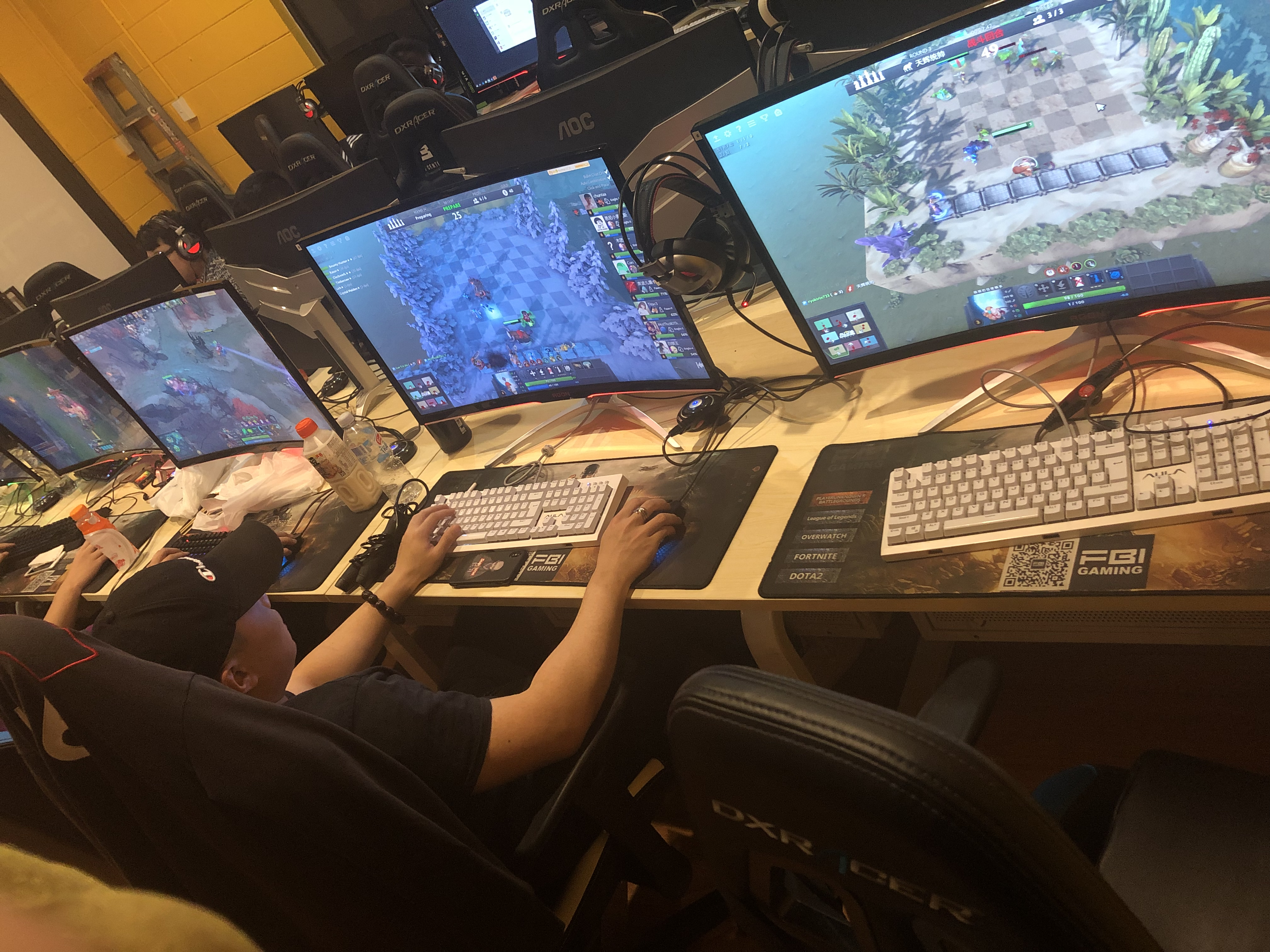
Personer som spelar modifikationen Dota Auto Chess